# まるかいて地球
「まるかいて地球」（まるかいてちきゅう）は、2009年3月25日にMEDIA FACTORYから発売されたシングル。

## 概要
- 表題曲 「まるかいて地球」は、Webアニメ『Axis powers ヘタリア』のエンディングテーマとして使用された。
- 同アニメでイタリアを演じている浪川大輔が表題曲を歌っている。
- 2曲目〜4曲目はコーニッシュによる、劇中のBGMが収録されている。
- 初回生産分には、ジャケットサイズのポストカードが封入されている。
- ジャケットには、ギターを弾いているイタリアの左後方にドイツ、右に日本、左下にタクトを持ったちびたりあがプリントされている。

## 収録曲
1. まるかいて地球 [2:41]
作詞・作曲・編曲：紗希
  - Webアニメ『Axis powers ヘタリア』エンディングテーマ
2. ドイツに捧げるイタリアのうた [0:51]
3. ヘタリアの大いなる世界 [1:22]
4. ちびたりあのテーマ [0:43]
5. まるかいて地球 インスト